# Simfonia núm. 9 (Xostakóvitx)
La Simfonia núm. 9 en mi bemoll major, op. 70, de Dmitri Xostakóvitx fou composta el 1945, i estrenada el 3 de novembre de 1945 a Leningrad per la Filharmònica de Leningrad dirigida per Ievgueni Mravinski.

## Moviments
L'obra, que dura uns 25 minuts i té cinc moviments, els tres últims es reprodueixen sense interrupció:
- I. Allegro
- II. Moderato
- III. Presto
- IV. Largo
- V. Allegretto — Allegro

## Origen i context
Durant la Segona Guerra Mundial, Xostakóvitx va compondre tres simfonies conegudes com la seva "Trilogia de la guerra". La Setena Simfonia, 'Leningrad', acabada el desembre de 1941, va ser un lament pel setge alemany de Leningrad i es va convertir en un símbol de resistència al totalitarisme, portant a Xostakóvitx a una fama internacional immediata. La Vuitena Simfonia, escrita després de la derrota nazi, va ser anomenada "Simfonia de Stalingrad" pel govern soviètic, tot i el seu to poc optimista que decebé aquells que esperaven propaganda. L'octubre de 1943, Xostakóvitx va anunciar la seva intenció de compondre la Novena Simfonia, centrada en «la grandesa del poble rus i el nostre Exèrcit Roig alliberant la nostra terra natal de l'enemic».
Amb la guerra a Europa tocant a la seva fi i la derrota del Tercer Reich ja imminent, els líders dels països aliats, Churchill, Roosevelt i Stalin, es van reunir a Ialta el 4 de febrer de 1945 per discutir el nou mapa polític que hauria de reordenar el continent un cop acabat el conflicte. La família Xostakóvitx a Moscou vivia el dia a dia en aquest ambient de cert optimisme que començava a escampar-se per les ciutats soviètiques. El compositor, després de la tibant acollida que va rebre la seva Vuitena Simfonia, havia centrat la seva energia en la música de cambra i en les seves classes al conservatori. Durant el 1944 havia escrit el Segon Quartet de corda (op. 68) i el Trio per a piano núm. 2 (op. 67), dedicant-los a Ivan Sol·lertinski, que havia mort sobtadament d'un atac de cor l'11 de febrer de 1944, a la ciutat de Novosibirsk, Rússia. Tenia només 41 anys. La seva mort va ser un cop dur per a Dmitri Xostakóvitx, que era molt amic seu. Sol·lertinski havia estat un intel·lectual influent, musicòleg i crític, i la seva amistat i col·laboració amb Xostakóvitx havien tingut un gran impacte en la carrera del compositor. Cap a principis de 1945, un rumor va començar a circular, alimentat pel mateix Xostakóvitx, segons el qual estava treballant en una nova simfonia que evocaria la grandesa de la Novena de Beethoven, una obra monumental que havia de simbolitzar una única paraula: «Victòria».
Mentre les tropes soviètiques avançaven en territori alemany la primavera de 1945, aviat van aparèixer als diaris informes que Xostakóvitx hi estava treballant. L'agència de notícies soviètica TASS va anunciar que la nova simfonia estaria "dedicada a la celebració de la nostra Gran Victòria". El mateix compositor va parlar amb la premsa soviètica sobre el seu treball en «una simfonia triomfal amb una cançó de lloança». Va deixar entreveure que podria ser una simfonia coral, però sense que es pogués comparar amb altres famoses novenes simfonies corals. També se li van atribuir declaracions políticament correctes sobre la necessitat de crear obres inspirades en la lluita del poble. Les seves Setena i Vuitena havien estat peces majestuoses, i hi havia una gran expectativa a la Unió Soviètica que la Novena superés totes les anteriors en grandiositat, amb, naturalment, un reconeixement del paper jugat en la Gran Victòria pel mateix "Líder i Mestre", Stalin.
Xostakóvitx va comentar a un col·lega que «m'agradaria compondre-la per a cor, solistes i gran orquestra, sempre que compti amb el material adequat per al llibret i quan estigui segur de no ser sospitós de voler establir immodestes analogies». A finals de gener de 1945, Xostakóvitx ja havia interpretat, davant de companys i alumnes, alguns fragments d'una obra que molts van descriure com a monumental. Però, de manera inesperada, el compositor va interrompre el treball en aquesta peça per reprendre-la tres mesos després, al juliol, amb una direcció completament diferent de l'obra inicialment prevista. En només sis setmanes, finalitza la partitura d'una simfonia que, en lloc d'evocar el dramatisme de Beethoven, evoca una mica de l'esperit juganer i entremaliat del gran mestre simfonista del segle XVIII, Joseph Haydn.
L'esperada "simfonia de la gran Victòria" va resultar ser una sorpresa completa, i gens benvinguda. No només va ser sorprenentment breu (menys de mitja hora) i escrita per a una modesta orquestra; tot el seu caràcter semblava sorprenentment inadequat. El compositor Marian Koval va remarcar que «els oients es van dispersar, sentint-se molt incòmodes, com si estiguessin avergonyits per la malifeta musical que Xostakóvitx havia comès i mostrat — comès, ai las, no per un jove, sinó per un home de quaranta anys, i en un moment com aquell!» Les observacions de Koval es van utilitzar de nou el 1948, l’any en què Xostakóvitx va ser assenyalat al Primer Congrés de la Unió de Compositors i obligat a expressar públicament el seu penediment en un acte humiliant. Stalin, aparentment, no havia deixat enrere aquell episodi de "malifeta musical". Igual que el 1936, la figura de Xostakóvitx va ser posada en el punt de mira, amb diverses de les seves composicions prohibides. Encara que Stalin personalment va revertir la censura poc després, Xostakóvitx no va presentar una altra simfonia fins a la mort del dictador el 1953. És incert si Xostakóvitx hagués pogut evitar la repressió del 1948 si hagués completat la simfonia de victòria el 1945, però és probable que la seva situació s'hagués millorat i la seva caiguda no hauria estat tan severa.